# Székely András (művészettörténész)
Székely András (Budapest, 1942. szeptember 27. – 2012. május 30.) Munkácsy Mihály-díjas magyar művészettörténész, művelődéstörténész.

## Élete és munkássága
1961–1967 között az Eötvös Loránd Tudományegyetem Bölcsészettudományi Karán, művészettörténet–német–magyar szakon folytatta tanulmányait. Még egyetemista volt, amikor az ő fordításában bemutatták Friedrich Dürrenmatt Per a szamár árnyékáért című színdarabját Ruszt József rendezésében.
Az egyetem elvégzését követően 1968 és 1977 között a Corvina Könyvkiadó művészeti szerkesztőségében tevékenykedett mint lektor. 1978 és 1987 között az Új Tükör című képes kulturális hetilap művészeti rovatának szerkesztője volt. 1986-tól 1988-ig az Interpress Graphic címet viselő vizuális–kulturális negyedéves folyóirat főszerkesztője, majd 1987–1996-ban az Officina Nova Könyvkiadó irodalmi vezetője volt, 1996-tól pedig az Officina ’96 Kiadó vezetőjeként dolgozott. 2003-tól a Holnap Kiadó grafikai sorozatának szerkesztőjeként működött.
Publicisztikai írásait Siculus írói álnév alatt jelentette meg, ezen a néven kulturális kisvállalkozást vezetett. 1986-tól számos kritikát és ismeretterjesztő cikket írt különféle lapokba – a Népszabadságba, a Magyarországba, a Mozgó Világba, az Interpress Magazinba, az Interpress Graphicba, a New Hungarian Quarterlybe és a Sine Morbóba – főleg a művészet és a művelődéstörténeti területéről. Legfőbb kutatási területe a kortárs magyar művészek közül elsősorban a modern realizmus képviselői voltak. Közel húsz kiadványa jelent meg nyomtatásban. Több ismeretterjesztő szakkönyvet fordított német és angol nyelvről. 
1985-ben Munkácsy Mihály-díjjal tüntették ki munkásságáért.
2012. május 30-án hunyt el.

## Főbb munkái
- Utrillo. Budapest: Corvina Kiadó. 1970. = A művészet kiskönyvtára, 48. [73 oldal]
- Marc. Budapest: Corvina Kiadó. 1972. = A művészet kiskönyvtára, 69. [31 oldal]
- Spanyol festészet. Budapest: Corvina Kiadó. 1972, 1977. = A festészet nagy korszakai. ISBN 9631301982 [150 oldal]
- Munkácsy. Budapest: Corvina Kiadó. 1977. ISBN 9631390225 [13+59 oldal]
- Kandinszkij. Budapest: Gondolat Könyvkiadó. 1979. ISBN 9632806433 [234 oldal]
- Illustrierte Kulturgeschichte Ungarns. Budapest: Corvina Kiadó. 1978. ISBN 963133029X Berlin: Urania Verlag. 1979. [319 oldal]
- Az ókori Kelet művészete. Budapest: Képzőművészeti Kiadó. 1983. ISBN 9633362318 [382 oldal]
- A szerelem krónikája avagy az erotika kultúrtörténete. Budapest: Officina Nova. 1988. ISBN 9630258579. [222 oldal]
- A betlehemi éjszaka a művészek szemével. Budapest: Officina Nova. 1993, 1997. ISBN 9635485794 [1997] [46 oldal]
- Jugendstil in Budapest: Die Sezession in Ungarns Metropole um die Jahrhundertwende. Dortmund: Harenburg Edition. 1995. ISBN 3883796980 [175 oldal]
- Budapest City Guide. Dortmund. 1996.
- A magyar festészet évezrede. Budapest: Kolibri Könyvkiadó. 2001. ISBN 9630080559 [159 oldal]
- Szántó Piroska. Budapest: Holnap Kiadó. 2004. ISBN 9633466490 [104 oldal]
- Munkácsy; bev., képvál. Székely András; 7. átdolg. kiad.; Corvina, Bp., 2006
- Heinzelmann Emma. Rajzba álmodott mesék; Holnap, Bp., 2009 ISBN 9789633468401 [108 oldal]